# Saint-Chef
Saint-Chef – miejscowość i gmina we Francji, w regionie Owernia-Rodan-Alpy, w departamencie Isère.
Według danych na rok 1990 gminę zamieszkiwało 2309 osób, a gęstość zaludnienia wynosiła 85 osób/km² (wśród 2880 gmin regionu Rodan-Alpy Saint-Chef plasuje się na 383. miejscu pod względem liczby ludności, natomiast pod względem powierzchni na miejscu 283.).